# Artajona
Artajona (baskisch Artaxoa) ist eine nordspanische Gemeinde in der Autonomen Gemeinschaft Navarra. Der alte Ortskern wurde als Kulturgut (Bien de Interés Cultural) in der Kategorie Conjunto histórico-artístico eingestuft.

## Lage
Artajona liegt auf einer felsigen Anhöhe etwa 35 Kilometer (Fahrtstrecke) südwestlich von Pamplona. Die Orte Sangüesa (56 Kilometer östlich), Puente la Reina (ca. 14 Kilometer nördlich) und Estella (32 Kilometer nordwestlich) sind wichtige Stationen auf dem spanischen Jakobsweg (Camino de Santiago).

## Wirtschaft
Traditionell sind Landwirtschaft (darunter auch Weinbau), Handwerk und Handel von größter Bedeutung für das Wirtschaftsleben der kleinen Stadt. Durch die rapide zunehmende Mechanisierung der Landwirtschaft in der zweiten Hälfte des 20. Jahrhunderts entfielen viele Arbeitsplätze. Dafür kam der Tourismus – insbesondere die Vermietung von Ferienwohnungen – als Einnahmequelle der Stadt hinzu.

## Geschichte
In etwa vier Kilometer Entfernung stehen die Überreste zweier megalithischer Dolmen, die ins 4. Jahrtausend v. Chr. datiert werden. Ausgrabungen im Winter 2007/08 haben in der Nähe des heutigen Ortes Spuren einer römischen Ansiedlung zutage gefördert; bereits früher wurde ein römischer Meilenstein aus dem 3. Jahrhundert gefunden. Infolge des Vordringens des Islam in den Norden Spaniens entvölkerte sich die Gegend, die jedoch im 10. und 11. Jahrhundert wiederbesiedelt wurde. Im Jahre 1084 gab Pedro de Roda (oder auch Pedro de Roquez), der von 1083 bis 1115 Bischof von Pamplona war, den Kirchenbesitz des Ortes an die Abtei Saint-Sernin von Toulouse, deren Priorat sie bis zum Jahr 1536 blieb. Artajona war im hohen Mittelalter Teil des vorgelagerten Verteidigungsrings der Stadt Pamplona und infolgedessen stark befestigt; die heute sichtbare Stadtmauer stammt jedoch erst aus dem 14. Jahrhundert. Nach der Eroberung des Königreichs Navarra durch Ferdinand von Aragon (1512) verlor die Stadt jedwede strategische Bedeutung.

## Sehenswürdigkeiten

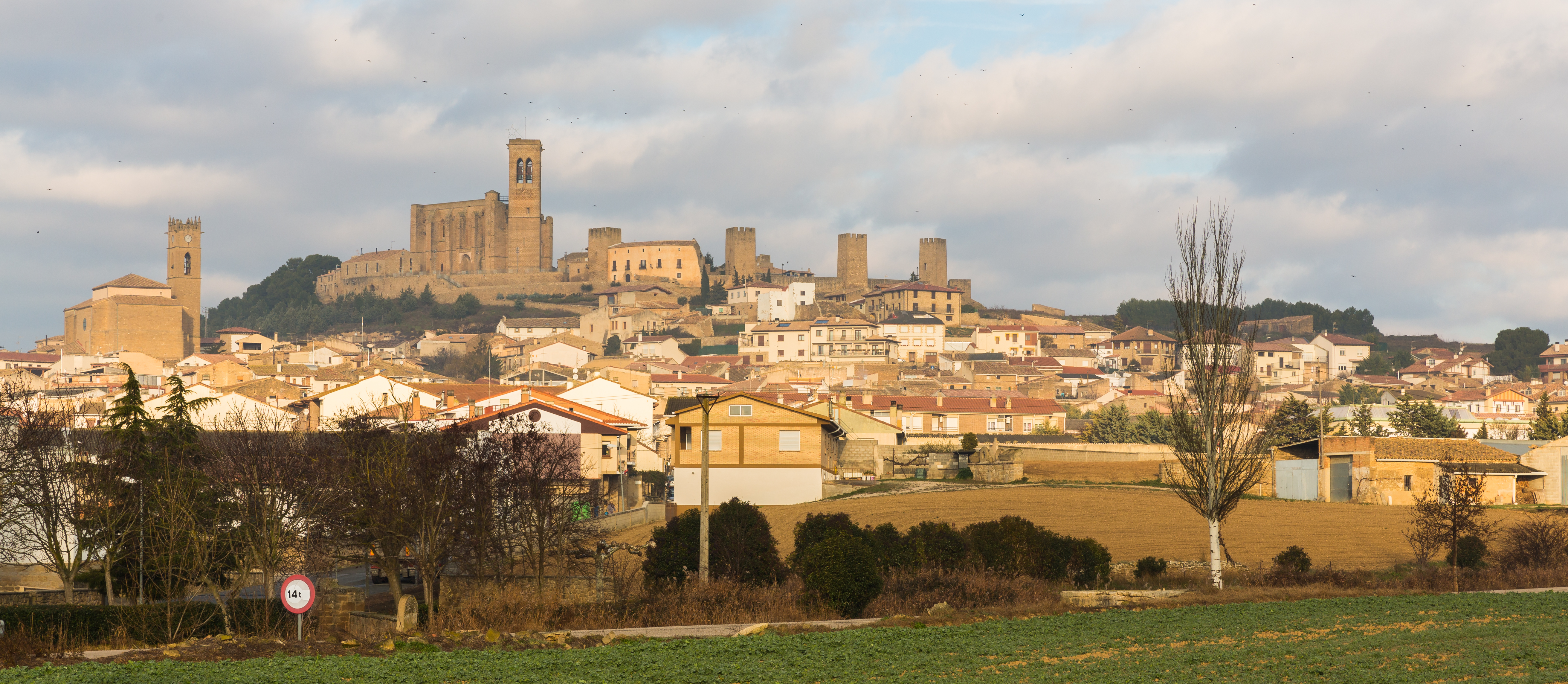
Artajona – Ortsansicht
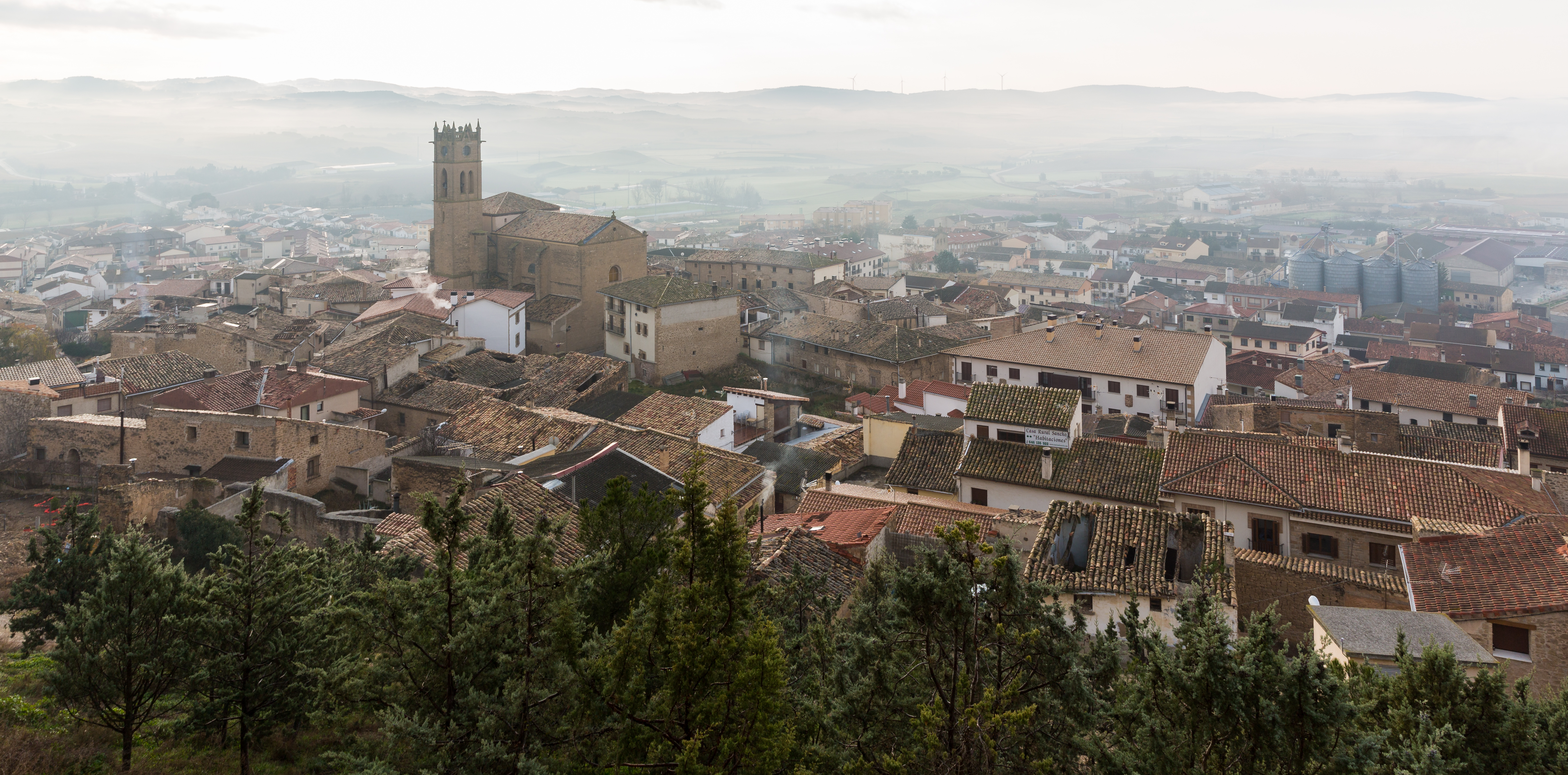
Blick von Artajona aus dem Burg
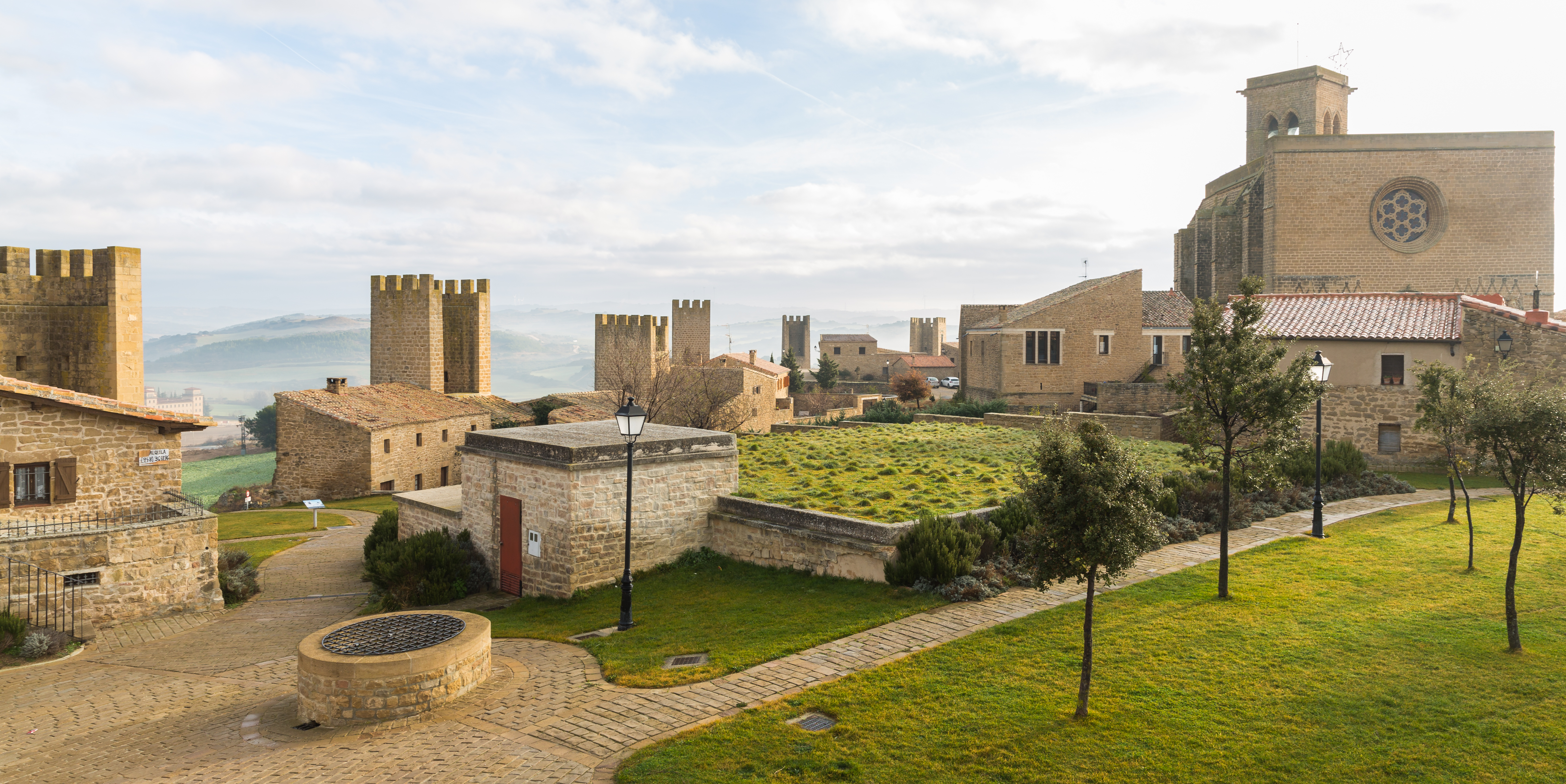
Artajona mit der Westfassade der gotischen Priorats- und Wehrkirche San Saturnino
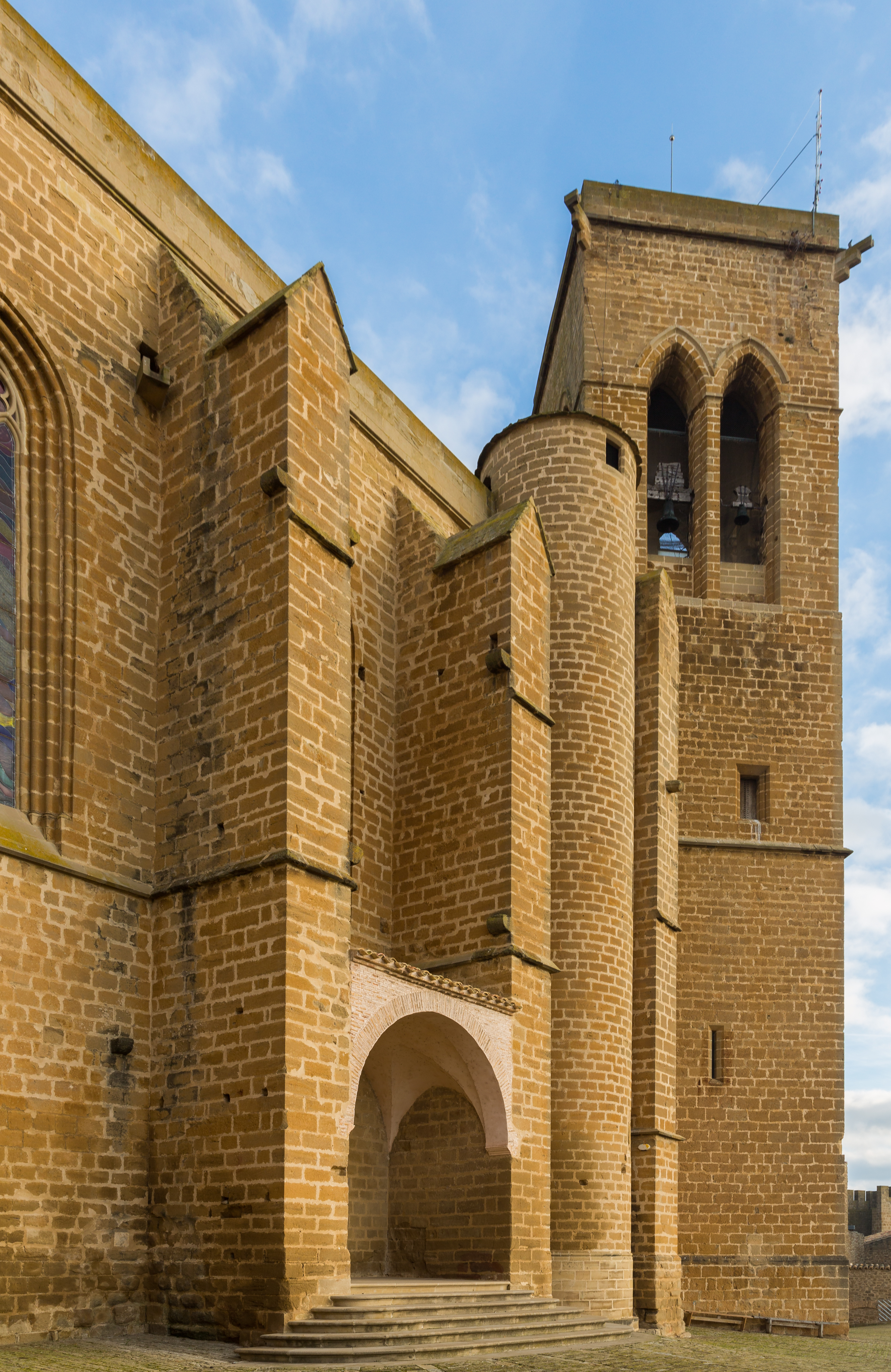
St.-Saturnino-Kirche
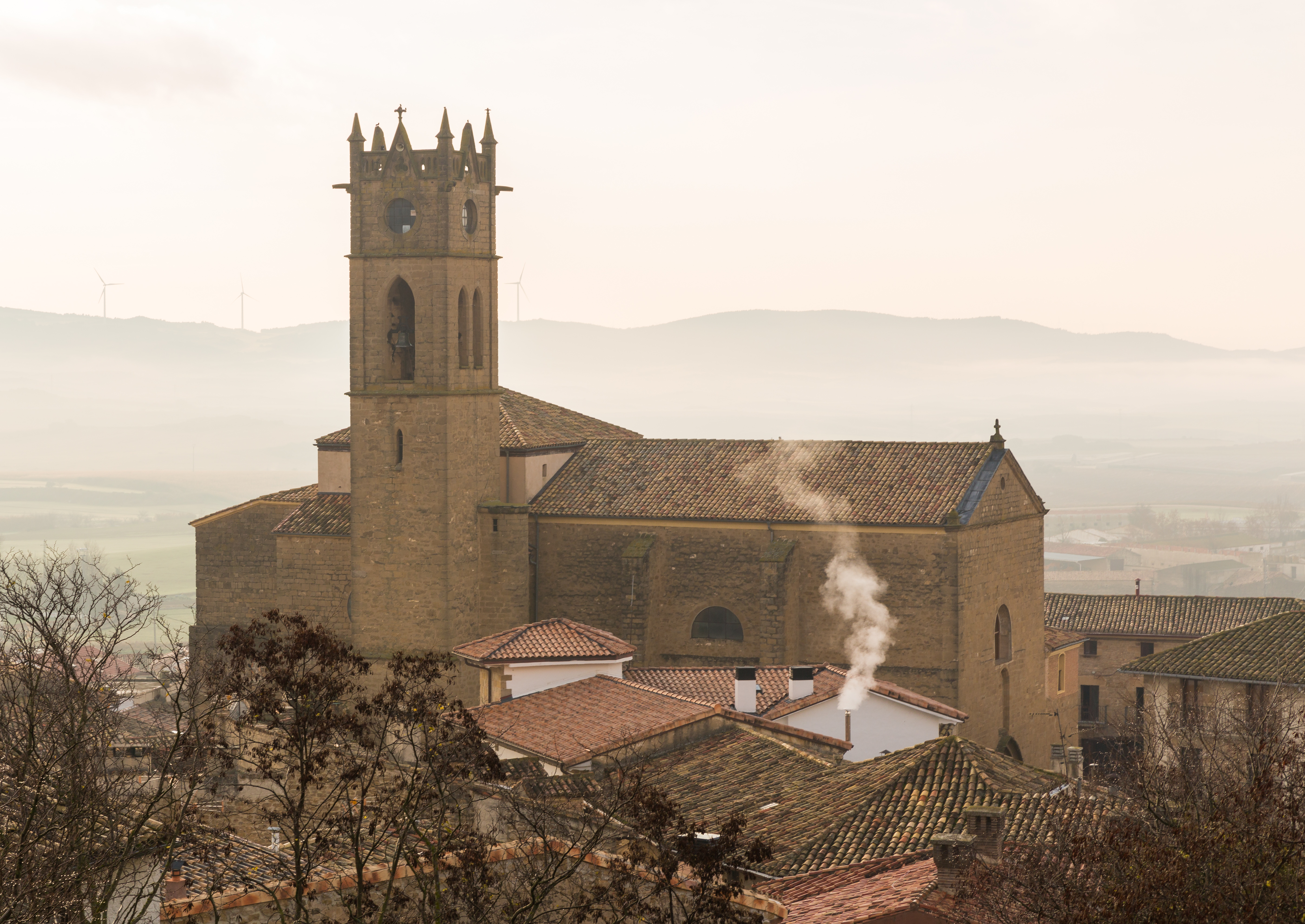
Sankt-Peter-Kirche
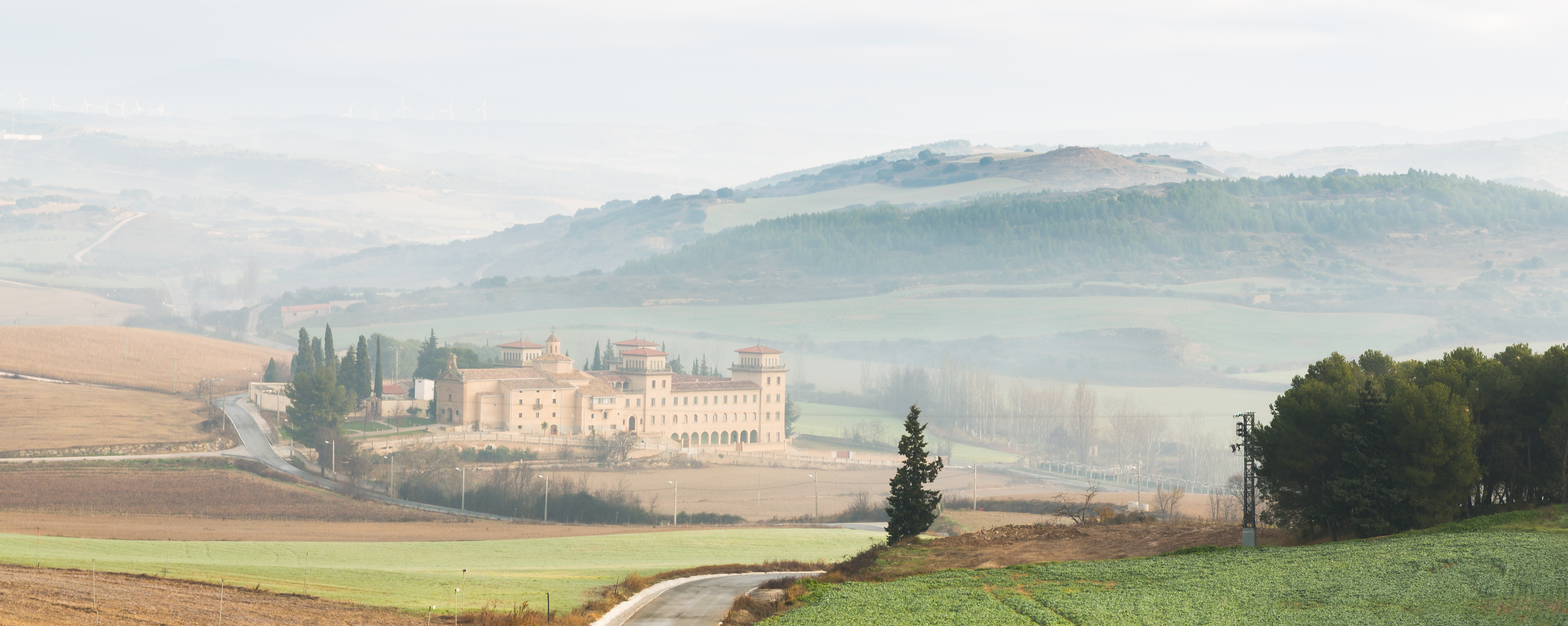
Einsiedelei von Nuestra Señora de Jerusalén, Artajona
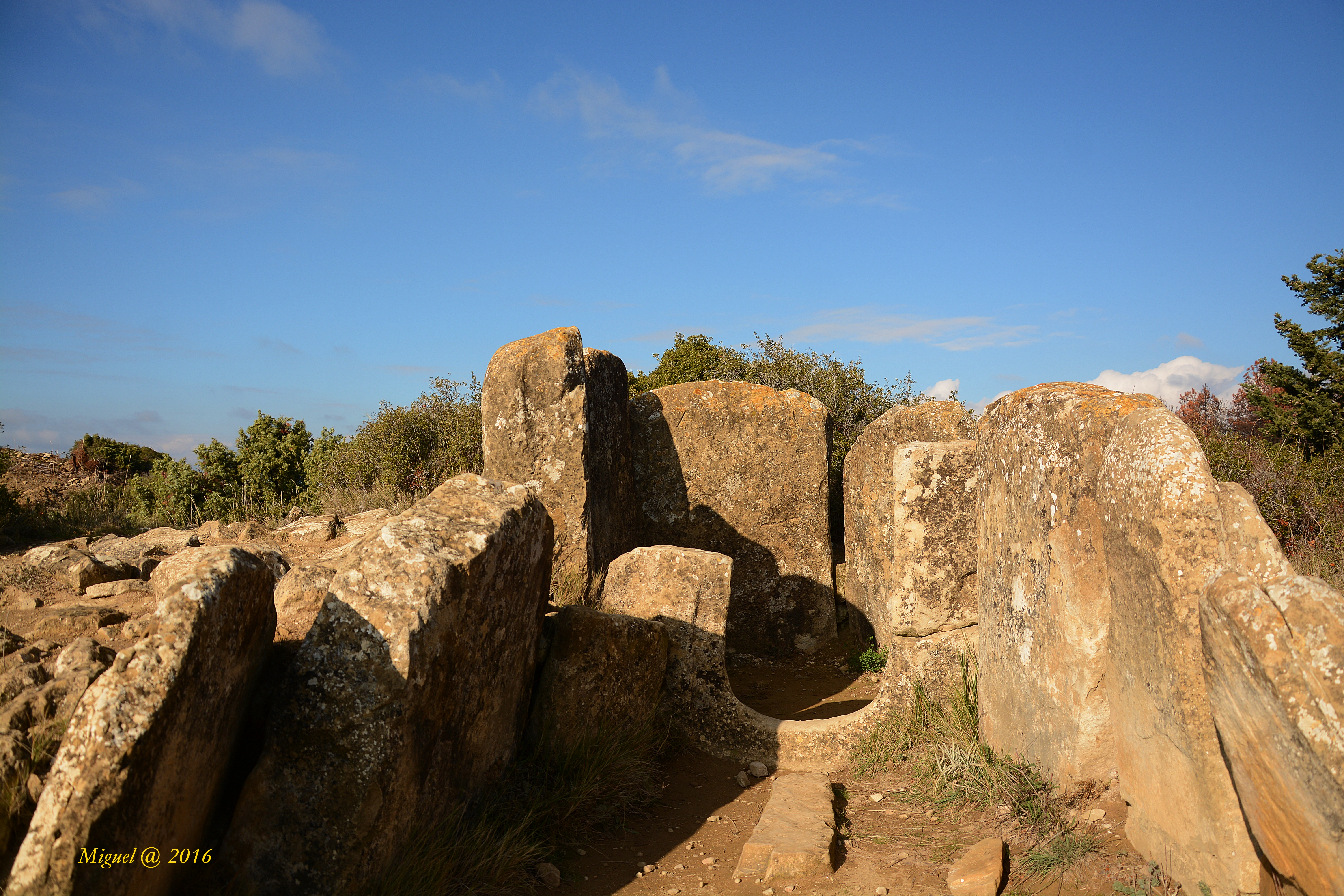
Dolmen Farangortea

- Von der spätmittelalterlichen Stadtmauer sind neun der ursprünglich 16 Türme erhalten. Diese springen nur geringfügig nach außen vor, während sie zur Innenseite hin geöffnet waren und über hölzerne Zwischenpodeste verfügten. Innerhalb der Stadtmauern stand der – heute zerstörte – Bergfried (torre de homenaje) mit mächtigen Außenmauern auf einem runden Grundriss.
- Die ehemalige gotische Prioratskirche San Saturnino steht auf dem höchsten Punkt der Kleinstadt; mit ihren hochgelegenen Fenstern und ihrer massiv wirkenden Westfassade bekundet sie eindrücklich ihren Wehrcharakter, der auch im Wehrgang und an den Brüstungsmauern des Dachbereichs sichtbar wird. Der mächtige schräggestellte Südturm sichert und stabilisiert die Apsis. Insgesamt hat die Kirche in architektonischer Hinsicht außen wie innen gewisse Ähnlichkeiten zu südwestfranzösischen Kirchenbauten der Gotik – allen voran zur Kathedrale von Albi oder zur ehemaligen Abteikirche St-Sernin in Toulouse, mit der sie das seltene Patrozinium des hl. Saturninus gemeinsam hat. Die blockhafte Wirkung der Westfassade wird nur durch eine schöne Fensterrose, zwei Reihen von jeweils sechs gotischen Blendarkaden und das Stufenportal mit einem figürlichen Tympanonfeld aufgelockert, das im Türsturz Szenen aus dem Martyrium des heiligen Saturninus zeigt. Das mehr als zwölf Meter breite einschiffige Langhaus der Kirche wird von einem Rippengewölbe überspannt. In der seitlich und in der Höhe eingezogenen Apsis befindet sich ein Altarretabel aus dem frühen 16. Jahrhundert mit gemalten Szenen aus der Passion Christi.
- Die gotische Kirche San Pedro stammt ebenfalls aus dem 13. Jahrhundert. Interessant sind hauptsächlich die beiden nichtfigürlichen gotischen Portale im Westen und auf der Nordseite.
- Zwei Zisternenbrunnen dienten jahrhundertelang der Wasserversorgung der Bevölkerung.
- Die beiden Dolmen (Mina de Farangortea und Portillo de Enériz) befinden sich – nur etwa 800 Meter voneinander entfernt – etwa vier Kilometer außerhalb von Artajona. Ihre Deckplatten sind schon seit langem eingestürzt.

## Sonstiges
Artajona diente als Kulisse für Szenen des Films Robin und Marian (1976) mit Sean Connery, Audrey Hepburn und anderen unter der Regie von Richard Lester.

## Persönlichkeiten
- José María Jimeno Jurío (1927–2002) war Historiker und Ethnologe; er verfasste viele Bücher und Artikel zu Themen aus der Kulturgeschichte Navarras